# Salle Chéraga
Salle Chéraga – wielofunkcyjna hala widowiskowo-sportowa w Chéradze, na przedmieściach Algieru, w Algierii. Jej budowa rozpoczęła się w roku 1999, jednak oddanie do użytku nastąpiło dopiero w grudniu 2013 roku. Na początku 2014 roku obiekt gościł część spotkań męskich i żeńskich mistrzostw Afryki w piłce ręcznej.